# George Graham (wynalazca)

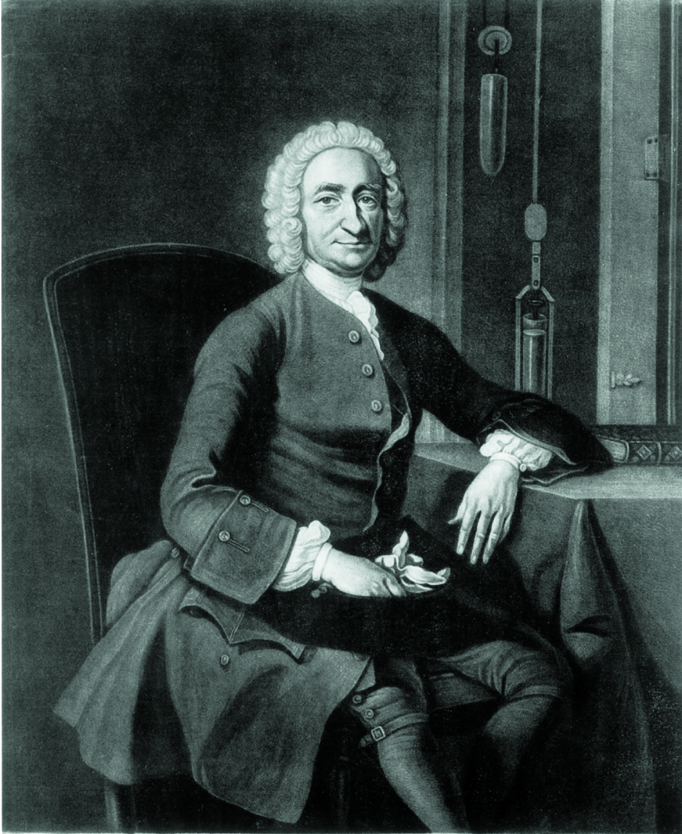
George Graham (1673–1751)

George Graham (ur. 1673, zm. 1751) – angielski wynalazca, konstruktor zegarów, członek Towarzystwa Królewskiego. Graham był wynalazcą mechanicznego modelu Układu Słonecznego i wielu udoskonaleń w konstrukcji zegarów, z których najważniejszym jest wychwyt spoczynkowy stosowany w zegarach wahadłowych wyższej jakości.
W roku 1728 wspomógł finansowo Johna Harrisona, twórcę pierwszego chronometru okrętowego.